# 根本山
根本山（ねもとさん）は、栃木県と群馬県に跨がる山。標高1,199m。栃木百名山・ぐんま百名山の一つ。

## 概要
栃木県佐野市飛駒町と群馬県桐生市梅田町五丁目・みどり市東町沢入に跨がる。桐生市梅田町の最高峰である。桐生川の最上流部に位置する。中腹に根本山神社があり、江戸時代に山岳信仰の対象として庶民の信仰を集めた。近隣の山として、南西に三境山、北東に十二山、南東に熊鷹山がある。
桐生市側の登山口は、桐生川上流の群馬県道337号上藤生大洲線の北端、根本沢に架かる不死熊橋の付近にある。
江戸時代には信仰により多くの参詣者が訪れ、根本山の周辺地域には根本山への里程標「根本山道標」が設置され一部現存している。

## 根本山神講
根本山神講（ねもとやまがみこう）は、由良氏との合戦に敗れた桐生氏の残党の手によって、天正元年（1573年）に起こされた講である。根本山を神体とし、本地仏に薬師如来を迎え、大山祇命・大山咋命の山神を祀る。根本山の山気に浴して山霊を鎮魂することで神通力を得、心身の苦難を排除できるという民間信仰である。江戸時代には参詣案内書が発行され、関東から東北方面にかけて広く信者が集うほどの盛んな講に発展した。

## ギャラリー

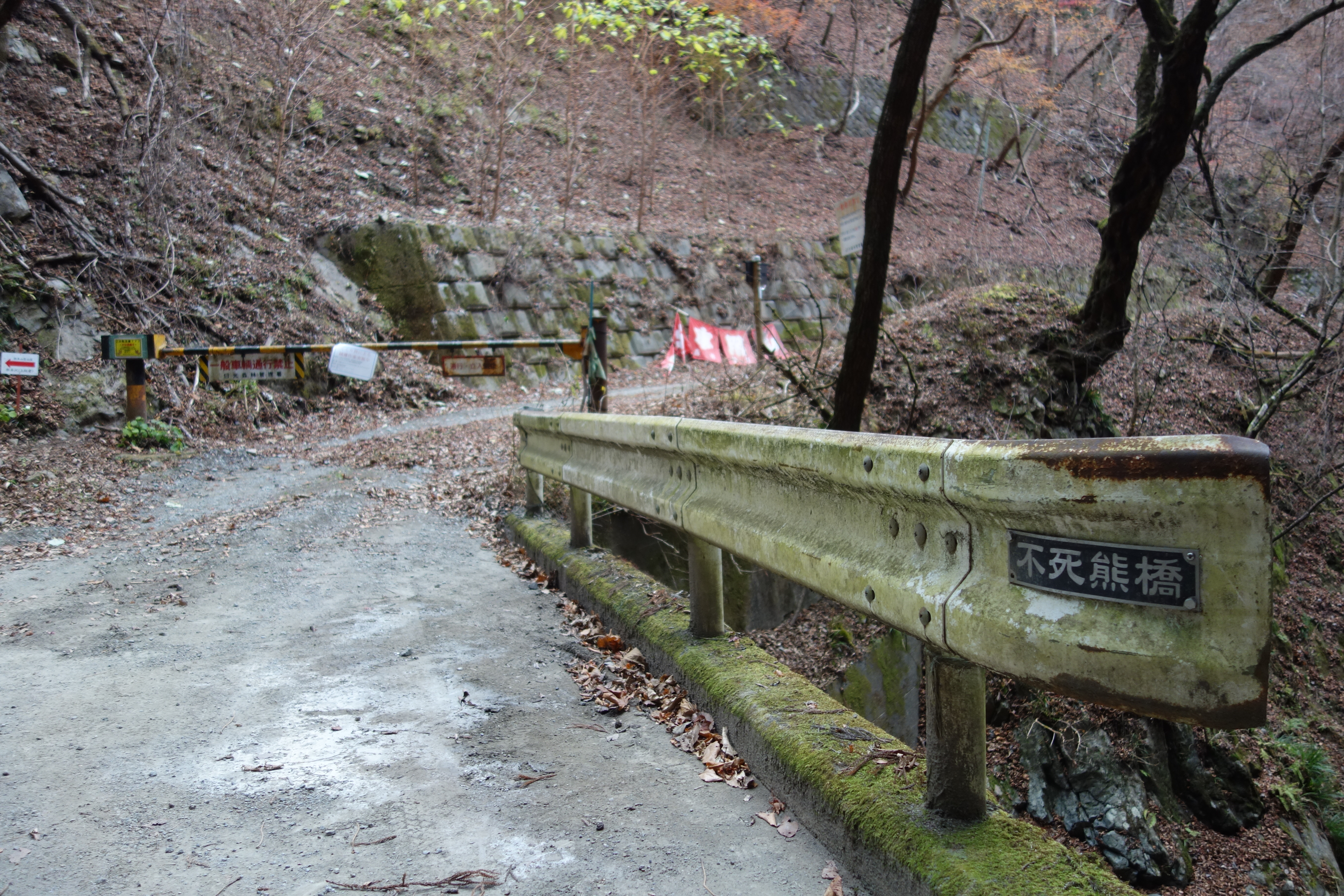
不死熊橋（登山口）
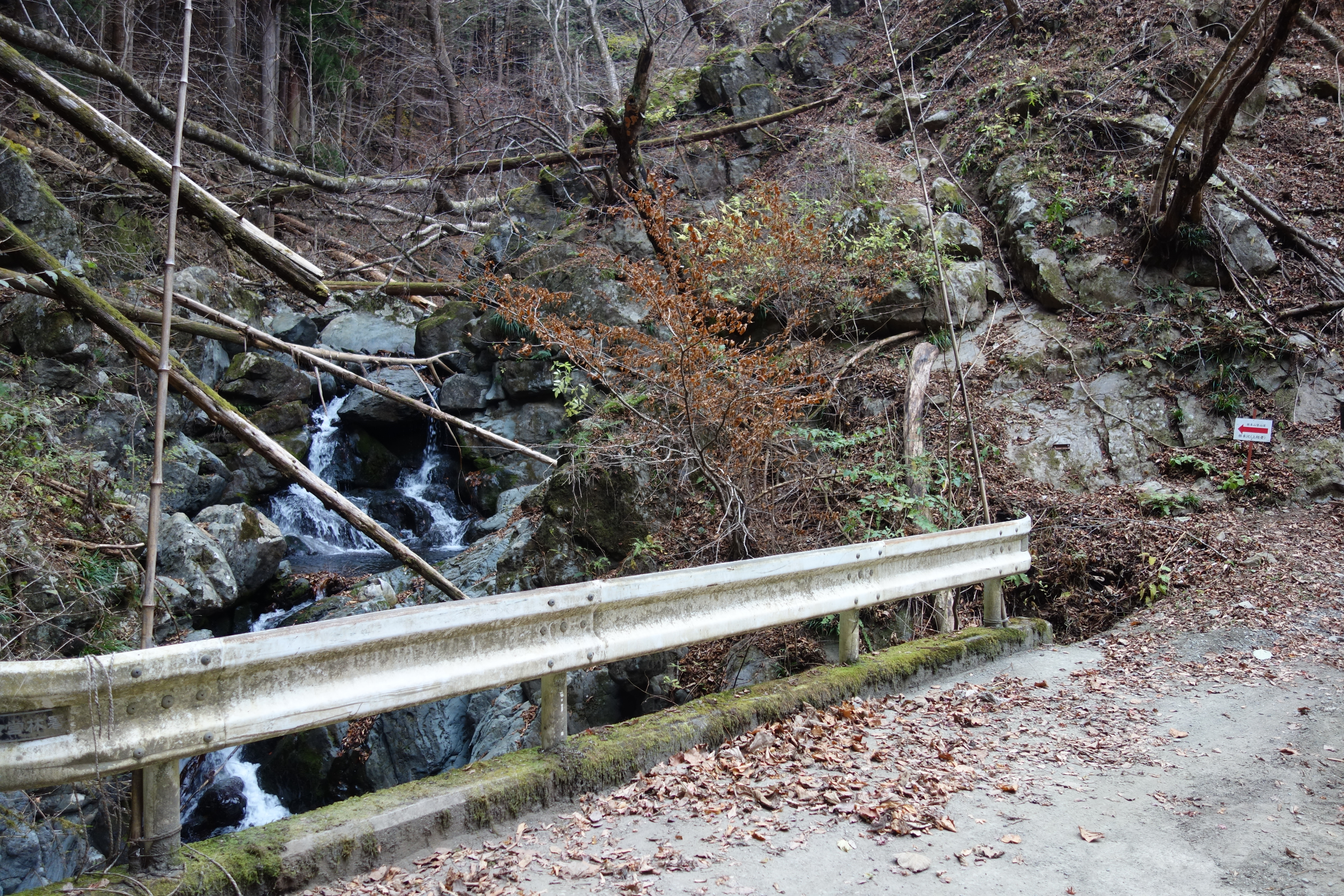
不死熊橋と根本沢
根本山の登山道
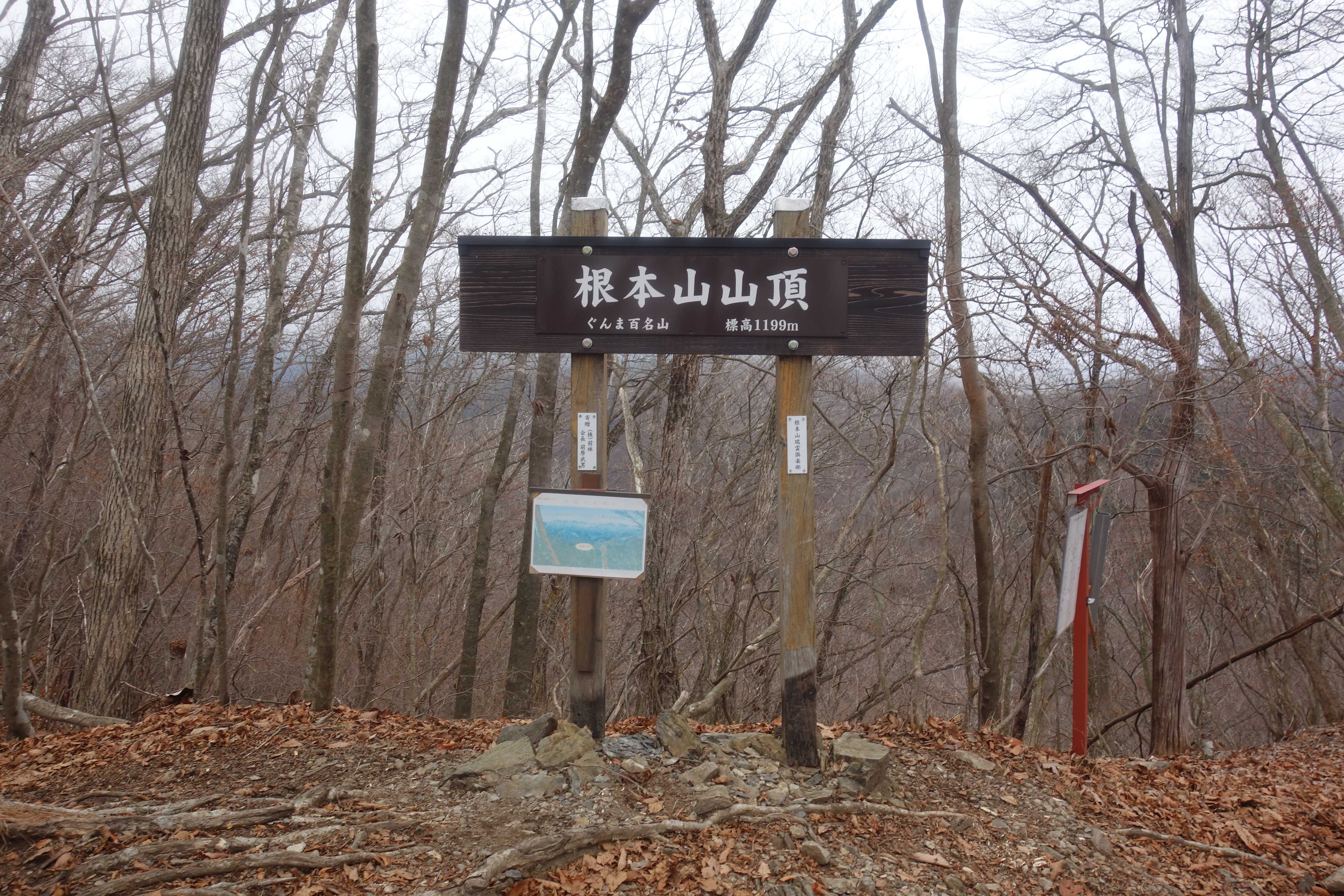
根本山山頂
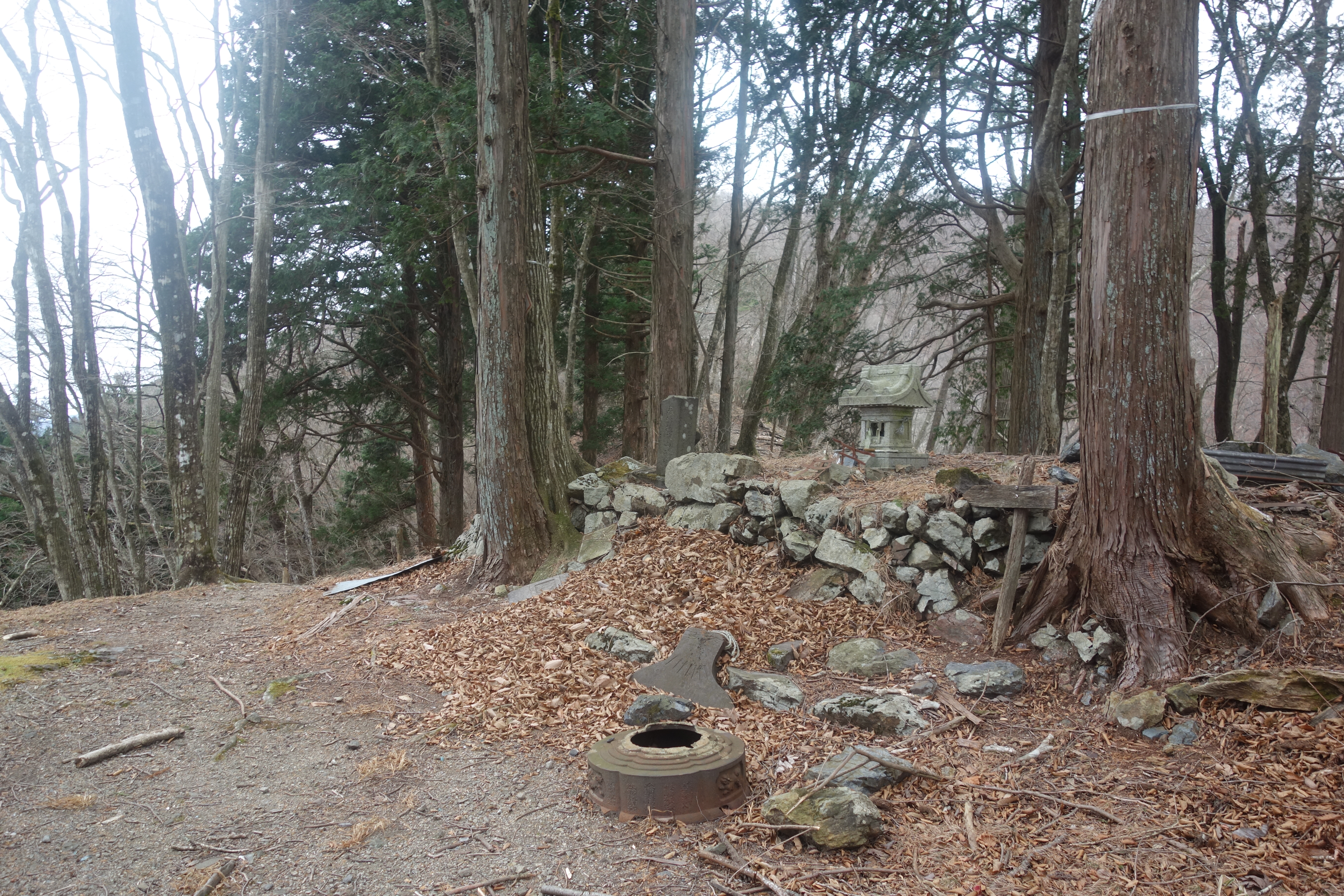
十二山神社
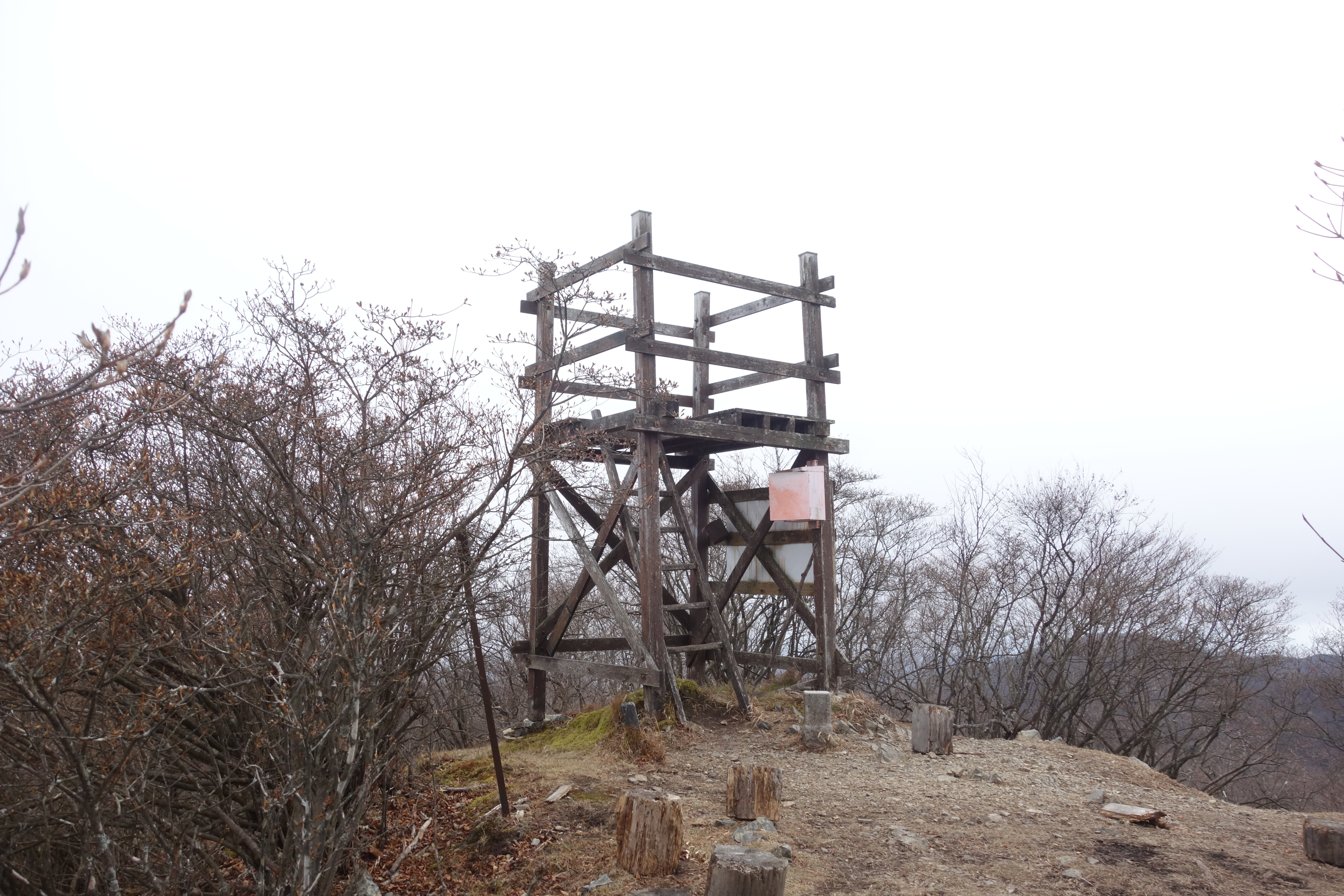
熊鷹山の展望台
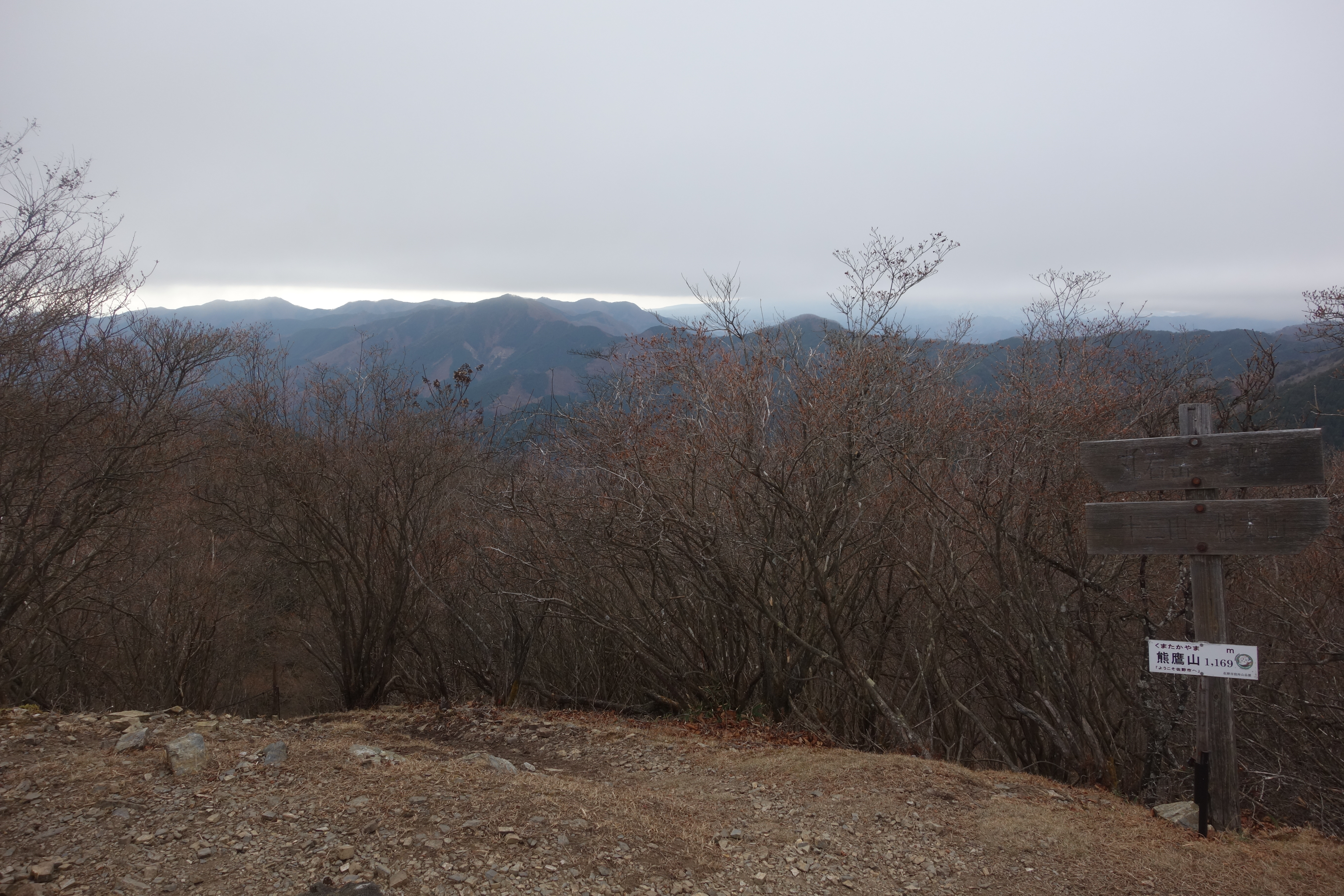
熊鷹山からの眺望
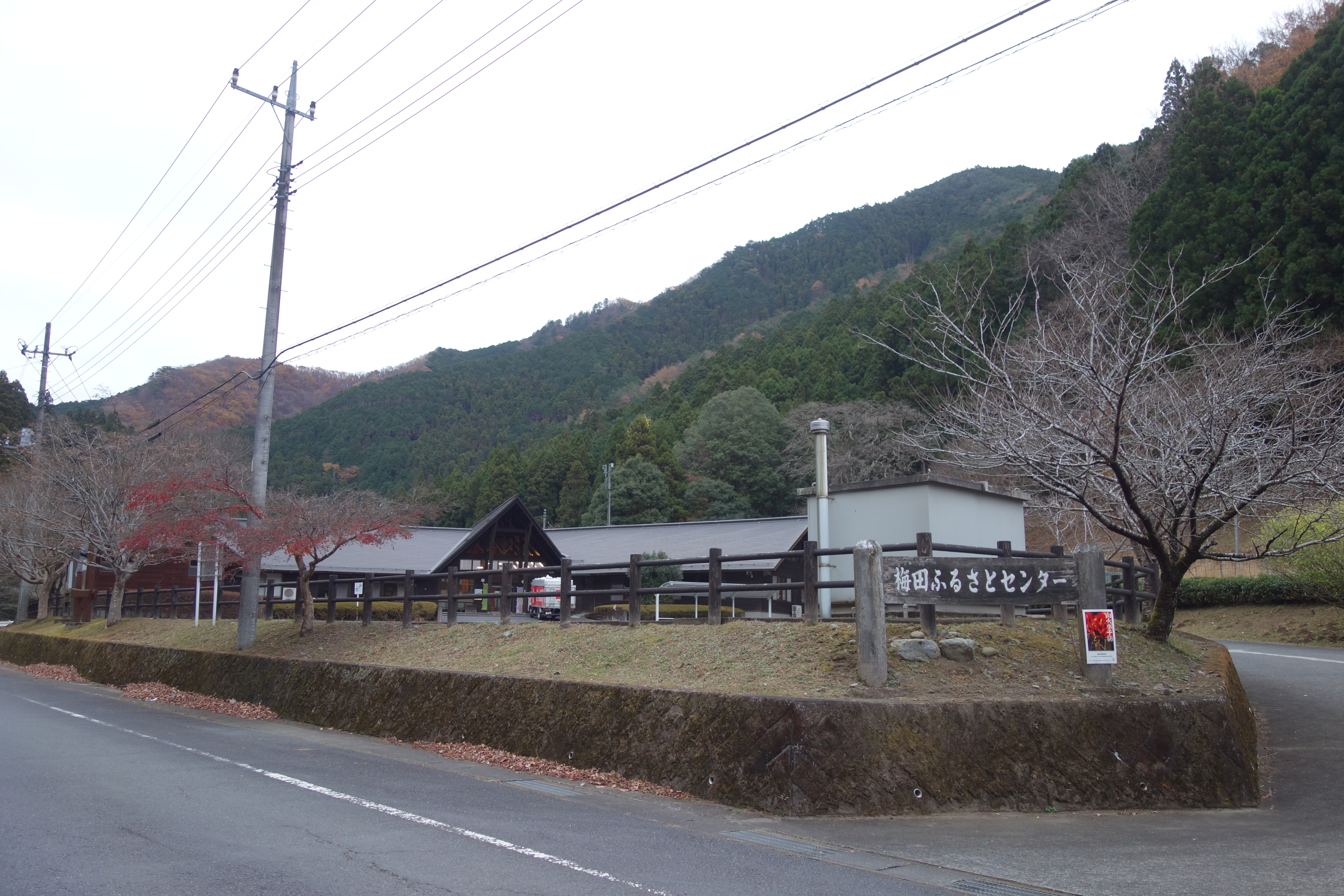
梅田ふるさとセンター